# フレドリク・ブルース
フレドリク・ファイヴィ・ブルース（Frederic Fyvie Bruce、F.F.ブルース、1910年10月12日 - 1990年9月11日）は、イギリスの福音主義の新約学者。考古学誌、神学誌、聖書注解の編集に携わった。所属団体はプリマス・ブレズレン。同団体内においては、比較的保守的なエクスクルーシブブレズレンにも、比較的寛容なオープンブレズレンからも、彼の学識と霊性の深さが認められている。その一方で、プリマス・ブレズレンの一部に支持されているディスペンセーション主義神学について、彼は一貫して容認しなかった。

## 経歴
- 1910年 スコットランドのエルギン生まれ。
- アバディーン大学、ケンブリッジ大学、ウィーン大学で古典学を専攻
- 1935-38年 エディンバラ大学のギリシア語講師を務める。
- 1947-59年 リーズ大学のギリシア語講師を務める。
- 1947年　シェフィールド大学の聖書史、聖書文学の教授に就任
- 1959年　マンチェスター大学の教授就任

## 著書
- 『The Act of the Apostle（使徒の働き）』,1951
- 『Commentary on the Book of the Apostle』,1955（邦訳「使徒行伝」聖書図書刊行会、1958年）
- 『Second Thoughts on the Dead Sea Scroll（死海写本についての再考）』,1956
- 『The Defence of the Gospel in the New Testament（新約聖書の福音の弁護）』,1959
- 『Biblical Exegesis in the Qumran Text（クムランテキストの聖書的解釈）,1959
- 『Are the New Testament Documents reliable』[1],1959（邦訳『新約聖書は信頼できるか』、聖書図書刊行会、1959年）
- 『The dawn of christianity』,1950（邦訳『初代キリスト教の歴史』、聖書図書刊行会、1961年）